# Drawbridge Peak
Drawbridge Peak är en bergstopp i Kanada.   Den ligger på gränsen mellan provinserna Alberta och British Columbia, i den centrala delen av landet, 3 200 km väster om huvudstaden Ottawa. Toppen på Drawbridge Peak är 2 733 meter över havet. Drawbridge Peak ingår i The Ramparts.
Terrängen runt Drawbridge Peak är bergig åt sydväst, men åt nordost är den kuperad.Trakten runt Drawbridge Peak är nära nog obefolkad, med mindre än två invånare per kvadratkilometer.. Det finns inga samhällen i närheten. 
Trakten runt Drawbridge Peak består i huvudsak av gräsmarker.